# Gemeinde Šavnik
Die Gemeinde Šavnik (montenegrinisch Општина Шавник Opština Šavnik) ist eine Gemeinde in Montenegro. Der Verwaltungssitz ist der Hauptort Šavnik. 
Zur Gemeinde gehören 27 Siedlungen, von denen Šavnik die größte ist. Die Gemeinde leidet unter starkem Bevölkerungsverlust und ist die montenegrinische Gemeinde mit der geringsten Einwohnerzahl.

## Geografie
Šavnik befindet sich am Zusammenfluss von drei Flüssen – Bukovica, Bijela und Šavnik, auf einer Höhe von 840 Metern. Die Gemeinde befindet sich in der nordwestlichen Region von Montenegro in der Region Drobnjaci, benannt nach dem lokalen Clan der Drobnjaci. Šavnik liegt an einer Regionalstraße zwischen Nikšić (45 km) und Žabljak (15 km).

## Bevölkerung
Die Gemeinde Šavnik hat 2070 Einwohner. Die Gemeinde ist ethnisch gemischt. Laut der Volkszählung 2011 bestand die Bevölkerung aus Montenegrinern (58,94 %) und Serben (30 %). Beim Unabhängigkeitsreferendum 2006 entschieden sich ca. 57 Prozent der Einwohner gegen die Unabhängigkeit.
| Zensus    | 1948 1 | 1953 1 | 1961 | 1971 | 1981 | 1991 | 2003 | 2011 |
| --------- | ------ | ------ | ---- | ---- | ---- | ---- | ---- | ---- |
| Einwohner | 7512   | 7847   | 7533 | 6842 | 5569 | 3690 | 2947 | 2070 |